# Каменка (Ветлужский район)
Ка́менка — деревня в составе Крутцовского сельсовета Ветлужского района Нижегородской области.
Располагается на правом берегу реки Ветлуги.
По данным на 1999 год, численность населения составляла 55 человек.
| 1999 | 2002 | 2010 |
| ---- | ---- | ---- |
| 55   | ↘39  | ↘18  |